# Jonathan Ang
Jonathan Ang, född 31 januari 1998 i Markham i Ontario, är en kanadensisk ishockeyspelare. Han spelar sedan oktober 2024 som centerforward för HV71 i SHL. Han blev under 2016 års NHL-draft utvald som den 94:e bästa ishockeyspelaren, av totalt 211 stycken ishockeyspelare, i sju helt olika draftvalsrundor. Denna position valdes av det amerikanska ishockeylaget Florida Panthers, som spelar för NHL.